# Огаден
Огаде́н (амх. ኦጋዴን, сомал. Ogaden) — территория на востоке Эфиопии, на которой живут сомалийцы и которая являлась спорной территорией между Эфиопией и Сомали в 1970-х годах. В административном отношении соответствует современному эфиопскому региону Сомали. Площадь территории около 200 000 км², граничит с Джибути, Кенией и Сомали. Столицей региона является город Джиджига. Огаден — это плато, часть Эфиопского нагорья. Высота плато Огаден над уровнем моря: 1500 метров на северо-западе, вдоль южной границы высота падает на 300 метров. Области Огадена с высотой от 1400 до 1600 метров характеризуются как полузасушливые, здесь выпадает 500—600 мм осадков в год. Более типично для остальной части Огадена количество осадков 350 мм и менее. Пейзаж состоит из плотных кустарников, лесных лугов и холмов. В последние годы в Огадене наблюдается снижение уровня осадков, что в свою очередь приводит к увеличению количества крупных засух: самые засушливые времена были в 1984, 1985, 1994, 1999 и 2000 году. По утверждениям огаденских скотоводов, они потеряли порядка 70-90 % от общего числа своих животных.

## История
Существует не так много исторических текстов, описывающих то, какие люди жили в сегодняшнем регионе Эфиопии — Огаден. Огаден являлся частью мусульманского султаната в XIII веке и в начале XIV века. Границы султаната распространялись на две области Эфиопии: Шоа и Аддис-Абеба. Позже в Огадене появилось своё собственное государство — Адал, существовавшее с конца XIV и до последней четверти XIX века. Между султанами Адала и правителями Абиссинии на протяжении всего этого времени не затухал конфликт. В первой половине XVI века, большинство из абиссинских территорий были завоёваны и попали под контроль адалцев. Ахмед ибн Ибрагим аль-Гази, командир сомалийцев из Адала, возглавил завоевание абиссинских земель. В последней четверти XIX века Огаден был завоёван императором Эфиопии — Менеликом II. В 1897 году было подписано перемирие, согласно которому Огаден вошёл в состав Эфиопии.
Огаден был присоединён к Итальянскому Сомали в 1936 году, после победы Италии во Второй итало-эфиопской войне. Сомалийцы (коренное население Огадена) с восторгом восприняли объединение с другими областями, населёнными сомалийцами. В 1945 году Эфиопия обратилась с просьбой к Великобритании и США, правительство Эфиопии хотело получить обратно Огаден и Эритрею. Однако просьбы Эфиопии остались неуслышанными и данные области оставались под контролем Великобритании. По итогам переговоров Огаден был вновь передан Эфиопии в 1954 году.
В конце 1970-х годов внутренние беспорядки в Огадене возобновились. Фронт освобождения Западного Сомали прибёг к партизанской тактике, чтобы противостоять эфиопским властям. Сомали поддержало повстанцев и объявило войну Эфиопии. В войне Эфиопия одержала победу.
В 2007 году Эфиопия ввела войска в Огаден, после того как сепаратисты убили десятки гражданских служащих и сотрудников охраны на объекте по добыче нефти. Главная повстанческая группировка теперь называется Фронт национального освобождения Огадена, целью которой является борьба против эфиопского правительства. Некоторые из сомалийцев, которые населяют Огаден, утверждают, что эфиопские военные убивают мирных жителей, грабят и разворовывают средства к существованию многих этнических сомалийцев и совершают преступления против кочевников в регионе. Некоторые международные правозащитные организации обвиняют эфиопский режим в совершении преступлений против этнического большинства Огадена. Другие доклады о ситуации в регионе показали, что повстанцы в Огадене также ведут борьбу без всяких правил, осуществляя подрывы автоколонн с эфиопами и убивая представителей власти этой страны. В то же время представители США официально заявили о том, что эфиопская армия убивала мирных людей, занималась пытками гражданских лиц и совершала прочие преступления против населения Огадена.

## Экология
Этот регион был исторической средой обитания находящихся под угрозой исчезновения гиеновидных собак, впоследствии их там не осталось.